# Mohamed ElBaradei
Mohamed Mustafa ElBaradei (arabiska: محمدالبرادعي), född 17 juni 1942 i Kairo, Egypten, var Egyptens vicepresident (tillförordnad) från den 14 juli 2013 fram till hans avgång den 14 augusti 2013. Han är partiledare för Konstitutionspartiet sedan 28 april 2012. Han var mellan 1997 och 2009 generaldirektör för det internationella atomenergiorganet, IAEA. Han och IAEA fick gemensamt Nobels fredspris 2005.
ElBaradei avlade kandidatexamen i juridik vid Kairos universitet 1962 och arbetade därefter som FN-diplomat i Genève och New York. Han avlade PhD i internationell rätt vid New York University 1974.
1984 blev ElBaradei juridisk rådgivare vid IAEA:s sekretariat och 1993 blev han atomenergiorganets biträdande generaldirektör för externa förbindelser, innan han 1997 blev organets högste chef.
ElBaradei lämnade sin post som generaldirektör för IAEA i november 2009. Det har sedan dess spekulerats i huruvida han kommer att ställa upp i presidentvalet i Egypten 2011. Han har fått stöd från oppositionella i landet, men har själv sagt att han endast kan ställa upp om man genomför reformer för att garantera att valet blir fritt och demokratiskt.  ElBaradei återvände till Egypten 19 februari 2010 och möttes av hundratals anhängare på flygplatsen i Kairo.
I Egypten organiserade han den oppositionella paraplyorganisationen Nationella föreningen för förändring som driver krav på politiska reformer och som spelar en ledande roll i den pågående Egyptiska revolutionen 2011